# Igea
Igea és un municipi de la Rioja, a la regió de la Rioja Baixa.

## Evolució demogràfica als darrers vint anys
| Any  | Hab.  | Dens. |
| ---- | ----- | ----- |
| 2004 | 732   | 13,49 |
| 2002 | 770   | 14,19 |
| 2000 | 766   | 14,12 |
| 1998 | 792   | 14,60 |
| 1996 | 820   | 15,12 |
| 1994 | 936   | 17,25 |
| 1992 | 968   | 17,84 |
| 1990 | 1.017 | 18,75 |
| 1988 | 1.037 | 19,12 |
| 1986 | 1.058 | 19,50 |

## Fills il·lustres
- Toribio Minguella